# Urotheca multilineata
Espèce
Synonymes
- Dromicus multilineatus Peters, 1863
- Rhadinaea lateristriga multilineata (Peters, 1863)

Urotheca multilineata  est une espèce de serpents de la famille des Dipsadidae.

## Répartition
Cette espèce se rencontre :
- en Colombie ;
- au Venezuela.

## Publication originale
- Peters, 1863 : Über einige neue oder weniger bekannte Schlangenarten des zoologischen Museums zu Berlin. Monatsberichte der Königlich Preussischen Akademie der Wissenschaften zu Berlin, vol. 1863, p. 272-289 (texte intégral).